# 프리부르
프리부르(프랑스어: Fribourg, 독일어: Freiburg/Freiburg im Üechtland 프라이부르크/프라이부르크임위에히틀란트[*])는 스위스 서부 프리부르주에 있는 도시이다. 프리부르 주의 주도이다. 2008년 기준 인구는 34,084명이다.
수도 베른의 서남쪽에 위치한다. 사린강이 시내를 흐른다. 12세기에 강의 요새로 건설되었고, 13세기 ~ 15세기에 발전하였다. 인접한 베른과 달리 가톨릭이 우세한 지역이다. 로잔 제네바 프리부르 교구의 주교좌 소재지로, 스위스 가톨릭의 한 중심지이다. 19세기 말, 시 남쪽에 댐이 건설된 후 공업이 발달했다. 이 곳은 프랑스어와 독일어 사용 지역의 경계에 해당되며, 주민은 반 이상이 프랑스어, 20% 가량이 독일어 사용자이다. 옛 성벽과 성당이 남아 있으며, 고딕 양식의 생니콜라 성당이 알려져 있다.

## 역사

### 선사시대
프리부르 주변 지역은 신석기 시대 이후 정착해 왔지만, 유적은 거의 발견되지 않았다. 여기에는 보르귈론 근처에서 발견되는 부싯돌 도구와 돌도끼 및 청동 도구가 포함된다. 로마 시대에 이 지역에 강을 건너는 곳이 있었다. 그러나 스위스고원의 주요 활동은 북쪽 지역을 우회하고 대신 브로와강 계곡과 아벤티쿰 주변을 중심으로 이루어졌다. 따라서 프리부르에서 로마 시대의 유적이 몇 개밖에 발견되지 않았다. 여기에는 펠로레 근처 평원의 벽 기초 흔적이 포함된다.

### 중세
도시는 체링겐 공작 베르톨트 4세에 의해 1157년에 설립되었다. 그 이름은 독일어 frei(무료)와 Burg(요새)에서 파생된다. 가장 오래된 부분은 3면이 가파른 절벽으로 보호되어 있는 사린강의 반도에 편리하게 위치해 있다. 쉽게 방어된 이 도시는 체링겐 공작이 아레강과 자네강 사이 지역의 스위스고원에서 세력을 강화하고 확장하는 데 도움이 되었다.
프리부르는 건국 당시부터 도시 국가를 건설했다. 처음에는 그것이 통제하는 땅이 어느 정도 떨어져 있었다. 1218년에 체링겐 공작이 죽자 도시는 관련 키부르크 가문에게 양도되었다. 그들은 이 도시에 이전의 특권을 부여하고, 1249년에 소위 한트페스트(Handfeste)에서 법률, 제도 및 경제 조직이 설립된 시법을 작성했다. 아방슈(1239년), 베른(1243년), 모라(무르텐)(1245년)를 포함한 이웃 도시 국가들과 여러 조약이 이 시기에 체결되었다.
이 도시는 1277년에 합스부르크 왕가에 매각되었다. 무역과 산업은 이미 13세기 중반부터 시작되었다.

## 지리

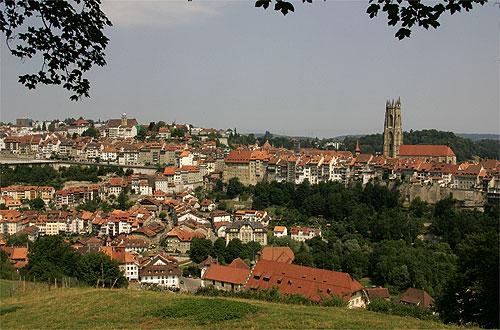
프리부르의 풍경

### 지형
프리부르는 구시가지에서 581m의 고도를 가지고 있으며, 베른에서 남서쪽으로 28m 떨어져 있다. 스위스고원에 위치하며, 사린강 양쪽으로 뻗어 있으며, 프리부르강 주변에는 몰라세 깊숙이 들어가 있다. 구시가지는 약 100m 너비의 언덕에 위치하며, 계곡 바닥에서 약 40m 높이 솟아 있다. 도시의 대부분은 평균 고도가 620m인 고지대와 주변 언덕에 위치해 있다. 계곡 바닥은 구시가지 바로 주변 지역에만 정착이 이뤄졌다.
프리부르의 면적은 2009년 기준으로 9.3k㎡이다. 이 지역 중 1.25k㎡(13.4%)가 농업 목적으로 사용되고, 1.58k㎡(17.0%)는 삼림으로 사용된다. 나머지 토지 중 5.89k㎡(63.3%)가 정착(건물 또는 도로), 0.53k㎡(5.7%)가 강 또는 호수이며, 0.07k㎡(0.8%)는 불모지이다.
건축면적 중 공업용 건물이 전체 면적의 4.5%, 주택 및 건물이 34.5%, 교통 기반 시설이 15.2%를 차지했다. 전력 및 수자원 기반 시설 및 기타 특별 개발 지역이 면적의 1.6%를 구성하고 공원, 녹지대 및 스포츠 경기장이 7.5%를 구성했다. 숲이 우거진 토지 중 전체 토지의 14.4%는 숲이 우거져 있고 2.6%는 과수원이나 작은 나무 군락으로 덮여 있다. 농경지 중 6.9%는 작물 재배에 사용되며 6.0%는 목초지이다. 시정촌의 물 중 1.7%는 호수에 있고 4.0%는 강과 시내에 있다.
도시에 비해 상대적으로 작은 지자체의 면적은 프리부르주의 중앙 부분에 있는 몰라세 지역을 포함한다. 이 지역은 일부 지역에서 주변 고원 아래 100m 깊이까지 계곡을 침식한 단단히 감긴 자네강에 의해 남쪽에서 북쪽으로 절단된다. 일반적으로 계곡 바닥의 너비는 200~500m이다. 1872년 유럽 최초의 중력 댐인 메그로쥬 댐에 의해 저수지로 형성된 페롤레 호수(Le Lac de Pérolles)는 도시의 남쪽에 위치하고 있다. 시페넨제(Schiffenensee)의 머리는 도시에서 북쪽으로 단 1km 떨어져 있다. 이 두 인공 호수에서 사린강은 거의 전체 계곡 바닥을 덮는다.
언덕은 양쪽으로 가파르고 대부분이 숲이 우거진 경사면으로 둘러싸여 있다. 동쪽으로 시정촌은 해발 702m로 프리부르에서 가장 높은 지점인 쇤베르크 산의 경사면에 도달한다. 또한 고원으로 깊게 절단된 갈테라강은 산과 강 사이를 흐르며 구시가지 근처의 사린강으로 흐른다.
부르기용의 이전 마을은 시정촌 내에 있다. 프리부르는 동쪽으로 뒤딩엔(Düdingen) 및 타페르스, 남동쪽으로 피에라포르챠(Pierrafortscha), 남쪽으로 마흘리(Marly), 서쪽으로 빌라르-수르-글란느 및 지비지(Givisiez), 북쪽으로 그랑쥬-빠꼬(Granges-Paccot)와 접한다.

### 기후
| 프리부르 / Posieux (1981–2010)의 기후 | 프리부르 / Posieux (1981–2010)의 기후 | 프리부르 / Posieux (1981–2010)의 기후 | 프리부르 / Posieux (1981–2010)의 기후 | 프리부르 / Posieux (1981–2010)의 기후 | 프리부르 / Posieux (1981–2010)의 기후 | 프리부르 / Posieux (1981–2010)의 기후 | 프리부르 / Posieux (1981–2010)의 기후 | 프리부르 / Posieux (1981–2010)의 기후 | 프리부르 / Posieux (1981–2010)의 기후 | 프리부르 / Posieux (1981–2010)의 기후 | 프리부르 / Posieux (1981–2010)의 기후 | 프리부르 / Posieux (1981–2010)의 기후 | 프리부르 / Posieux (1981–2010)의 기후 |
| 월                                    | 1월                                   | 2월                                   | 3월                                   | 4월                                   | 5월                                   | 6월                                   | 7월                                   | 8월                                   | 9월                                   | 10월                                  | 11월                                  | 12월                                  | 연간                                  |
| ------------------------------------- | ------------------------------------- | ------------------------------------- | ------------------------------------- | ------------------------------------- | ------------------------------------- | ------------------------------------- | ------------------------------------- | ------------------------------------- | ------------------------------------- | ------------------------------------- | ------------------------------------- | ------------------------------------- | ------------------------------------- |
| 일평균 최고 기온 °C (°F)              | 3.7 (38.7)                            | 5.4 (41.7)                            | 9.9 (49.8)                            | 13.6 (56.5)                           | 18.5 (65.3)                           | 21.8 (71.2)                           | 24.6 (76.3)                           | 24.1 (75.4)                           | 19.6 (67.3)                           | 14.5 (58.1)                           | 8.0 (46.4)                            | 4.3 (39.7)                            | 14.0 (57.2)                           |
| 일일 평균 기온 °C (°F)                | −0.1 (31.8)                           | 0.9 (33.6)                            | 4.7 (40.5)                            | 8.0 (46.4)                            | 12.7 (54.9)                           | 16.0 (60.8)                           | 18.4 (65.1)                           | 17.7 (63.9)                           | 13.7 (56.7)                           | 9.5 (49.1)                            | 3.9 (39.0)                            | 0.9 (33.6)                            | 8.9 (48.0)                            |
| 일평균 최저 기온 °C (°F)              | −3.2 (26.2)                           | −2.8 (27.0)                           | 0.4 (32.7)                            | 2.9 (37.2)                            | 7.4 (45.3)                            | 10.6 (51.1)                           | 12.7 (54.9)                           | 12.3 (54.1)                           | 9.0 (48.2)                            | 5.7 (42.3)                            | 0.8 (33.4)                            | −1.9 (28.6)                           | 4.5 (40.1)                            |
| 평균 강수량 mm (인치)                 | 57 (2.2)                              | 55 (2.2)                              | 72 (2.8)                              | 84 (3.3)                              | 126 (5.0)                             | 115 (4.5)                             | 113 (4.4)                             | 117 (4.6)                             | 100 (3.9)                             | 91 (3.6)                              | 74 (2.9)                              | 72 (2.8)                              | 1,075 (42.3)                          |
| 평균 강설량 cm (인치)                 | 13.7 (5.4)                            | 16.2 (6.4)                            | 11 (4.3)                              | 2.4 (0.9)                             | 0 (0)                                 | 0 (0)                                 | 0 (0)                                 | 0 (0)                                 | 0 (0)                                 | 0.2 (0.1)                             | 6.4 (2.5)                             | 12.8 (5.0)                            | 62.7 (24.7)                           |
| 평균 강수일수 (≥ 1.0 mm)              | 10.2                                  | 9.5                                   | 10.6                                  | 10.7                                  | 13.4                                  | 11.4                                  | 10.6                                  | 10.5                                  | 8.9                                   | 10.4                                  | 10.6                                  | 10.3                                  | 127.1                                 |
| 평균 강설일수 (≥ 1.0 cm)              | 3.8                                   | 4.1                                   | 2.5                                   | 0.9                                   | 0                                     | 0                                     | 0                                     | 0                                     | 0                                     | 0.1                                   | 1.5                                   | 3.1                                   | 16                                    |
| 평균 상대 습도 (%)                    | 86.7                                  | 81.6                                  | 75.2                                  | 72.5                                  | 72.8                                  | 71.5                                  | 68.5                                  | 72.4                                  | 78.1                                  | 84.3                                  | 86.2                                  | 86.9                                  | 78.1                                  |
| 출처: MeteoSwiss                      |                                       |                                       |                                       |                                       |                                       |                                       |                                       |                                       |                                       |                                       |                                       |                                       |                                       |

## 인구통계
2020년 12월 기준, 프리부르의 인구는 38,039명이다. 2008년 기준으로 인구의 31.9%가 거주하는 외국인이다. 2000년부터 2010년까지 지난 10년 동안 인구는 8.3%의 비율로 변화했다. 이민은 8.1%, 출생 및 사망은 0.9%를 차지했다.
프리부르그는 프리부르주에서 가장 큰 도시이다. 프리부르의 인구는 20세기 초와 1930년에서 1970년 사이에 크게 증가했다. 최대 인구는 1974년에 42,000명에 이르렀다. 그 이후로, 약 14%의 인구 손실이 있었고, 이것은 최근에 역전되었을지도 모른다.
프리부르 주변의 광역권 인구는 110,000명 또는 가장 가까운 교외만 계산하면 75,000명(2015)이다. 여기에는 Avry, 벨포(Belfaux), 코흐민버프(Corminboeuf), 지비지(Givisiez), 그라쥬-빠꼬, 마흘리, 마뜨헝 및 빌라르-수르-글란느의 지자체가 포함된다. 주변 지자체에는 지비지, 그랑쥬-빠꼬, 빌라르-수르-글란느, 마흘리뿐만 아니라 코흐민버프, 벨포, 그홀리(Grolley)가 있으며 사린강의 우안에 있는 뒤딩엔(프랑스 Guin) 및 타페르스(프랑스 Tavel)까지 뻗어 있다.
프리부르 주변의 광역권이 커지면서 이 도시는 빌라르-수르-글란느, 지비지 및 그랑쥬-빠꼬와 같은 이웃 마을과 융합되었다. 타페르스에 속한 클라인-쇤베르크 마을과 뒤딩엔에 속한 위베빌(Uebewil) 마을은 마을의 동쪽 가장자리에 있다. 이 정착지 자체의 인구는 60,000명(2015년)이다.
2008년 기준으로 인구는 남성 48.8%, 여성 51.2%이다. 인구는 12,080명의 스위스 남성(인구의 31.8%)과 6,475명(17.0%)의 비스위스 남성으로 구성되었다. 스위스 여성은 13,855명(36.4%), 비스위스 여성은 5,636명(14.8%)이었다. 지자체의 인구 중 10,756명(약 30.3%)이 프리부르에서 태어나 2000년에 그곳에 살았다. 같은 주에서 태어난 6,394명(18.0%)이 있었고, 스위스 다른 곳에서 태어난 7,164명(20.2%)이 있었다. 8,981명(25.3%)이 스위스 이외의 지역에서 태어났다.
2000년 기준으로 아동·청소년(0~19세)이 19.3%, 성인(20~64세)이 65.8%, 노인(64세 이상)이 14.9%를 차지한다.
2000년 기준으로 시정촌에 미혼이거나 독신인 사람은 17,825명이다. 기혼자는 13,581명, 미망인은 2,146명, 이혼한 사람은 1,995명이었다.
2000년 기준으로 시정촌의 개인가구는 15,839세대이며, 가구당 평균 2.명이다. 1인 가구는 7342가구, 5인 이상 가구는 687가구였다. 2000년 기준으로 상시 분양된 아파트는 총 15,409세대(전체의 87.0%)였으며, 비수기 분양 아파트는 1,757세대(9.9%), 공실은 549세대(3.1%)였다. 2009년 기준 신규 주택 건설 비율은 인구 1000명당 5.5세대였다.
2003년 현재 프리부르의 평균 아파트 임대료는 월 1062.05 스위스 프랑 (CHF)이었다(2003년부터 US$850, £480, €680). 원룸 아파트의 평균 가격은 623.40 CHF(US$500, £280, €400), 2룸 아파트는 약 792.47 CHF(US$630, £360, €510), 993.14 CHF(US$790, £450, €640) 및 6개 이상의 방 아파트 비용은 평균 1870.76 CHF(US$1500, £840, €1200)이다. 프리부르의 평균 아파트 가격은 전국 평균 1,116CHF의 95.2%였다. 2010년 시정촌 공실률은 1.45%였다.

### 과거 인구
역사적 인구는 다음 차트에 나와 있다.
| 과거 인구 자료 | 과거 인구 자료 | 과거 인구 자료 | 과거 인구 자료 | 과거 인구 자료 | 과거 인구 자료 | 과거 인구 자료 | 과거 인구 자료 | 과거 인구 자료 | 과거 인구 자료 | 과거 인구 자료 | 과거 인구 자료 |
| 년도           | 전체 인구      | 프랑스어       | 독일어         | 개신교         | 개톨릭         | 기타           | 유대교         | 이슬람교       | 무교           | 스위스인       | 비스위스계     |
| -------------- | -------------- | -------------- | -------------- | -------------- | -------------- | -------------- | -------------- | -------------- | -------------- | -------------- | -------------- |
| 13세기         | 2,000–3,000    |                |                |                |                |                |                |                |                |                |                |
| 1450           | 6,000          |                |                |                |                |                |                |                |                |                |                |
| 1798           | 5,117          |                |                |                |                |                |                |                |                |                |                |
| 1811           | 6,200          |                |                |                |                |                |                |                |                |                |                |
| 1850           | 9,065          |                |                | 511            | 8,554          |                |                |                |                | 8,574          | 491            |
| 1870           | 10,581         |                |                | 1,136          | 9,731          |                |                |                |                | 9,794          | 1,110          |
| 1888           | 12,195         | 7,556          | 4,523          | 1,607          | 10,512         | 22             | 74             |                |                | 11,321         | 874            |
| 1900           | 15,794         | 9,701          | 5,595          | 2,395          | 13,270         | 140            | 109            |                |                | 14,208         | 1,586          |
| 1910           | 20,293         | 12,358         | 6,688          | 2,372          | 17,746         | 483            | 121            |                |                | 16,798         | 3,495          |
| 1930           | 21,557         | 13,524         | 7,176          | 2,287          | 19,100         | 393            | 77             |                |                | 19,588         | 1,969          |
| 1950           | 29,005         | 18,286         | 9,630          | 2,834          | 25,826         | 466            | 137            |                |                | 27,069         | 1,936          |
| 1970           | 39,695         | 22,437         | 11,114         | 3,256          | 35,863         | 2,737          | 115            | 101            | 179            | 32,208         | 7,487          |
| 1990           | 36,355         | 21,240         | 8,288          | 3,148          | 29,750         | 5,028          | 63             | 1,132          | 1,641          | 27,632         | 8,723          |
| 2000           | 35,547         | 22,603         | 7,520          | 3,082          | 24,614         | 4,065          | 62             | 1,676          | 2,843          | 25,834         | 9,713          |

### 언어
2000년 기준, 인구 대부분인 22,603명(63.6%)이 프랑스어를 모국어로 사용하고, 독일어가 7,520명(21.2%)으로 두 번째로 많이 사용하고, 이탈리아어가 1,359명(3.8%)으로 세 번째로 사용된다. 로만슈어를 구사하는 사람은 55명이다. Basse-Ville 마을의 주민 중 프랑스어와 스위스 독일어가 혼합된 혼합 언어인 볼츠어(Bolze)를 사용하는 사람이 거의 없다.  도시와 주인 프리부르에는 두 개의 공식 언어가 있으며, 프랑스어는 지방 정부의 언어이자 주에서 공공 담론과 비즈니스에서 가장 일반적으로 사용되는 언어로서 독일어보다 중요하다.
프리부르는 항상 스위스 언어 경계에 위치했지만, 12세기에 도시가 건설될 당시에는 독일어가 지배적인 언어였다. 1800년까지 독일어가 이 도시의 공식 언어였지만, 프랑스어는 점차 영향력을 갖게 되었다. 이것은 산업화의 도움을 받아 프랑스어를 구사하는 이민자의 유입으로 이어졌다. 18세기 후반과 19세기 초반의 정치적 변화 이후로 독일어를 사용하는 인구는 소수였다. 독일어에서도 이 도시는 표준 독일어 ‘Freiburg’ 대신 ‘프리부르’라고 불리는 경우가 많다. 이는 독일 블랙 포레스트 가장자리에 있는 프라이브르크 임 브라이자우(Freiburg im Breisgau)와 구별하는 데 도움이 된다. 또 다른 설명은 지역 알레만 독일어에서 사투리로 도시는 Frybùrg 또는 Friburg (발음: [ˈfrib̥ʊrɡ])라고 하며, 이 도시에서 프랑스어 이름 ‘프리부르’가 파생되었을 것이다.

### 종교
2000년 인구 조사에서 로마 가톨릭 신자는 24,614명(69.2%)이었고, 스위스 개혁 교회는 2,763명(7.8%) 이었다. 나머지 인구 중 정교회 교인은 443명(인구의 약 1.25%), 크리스찬 가톨릭 교회 교인은 13명(인구의 약 0.04%), 668명이었다. 다른 기독교 교회에 속한 개인(또는 인구의 약 1.88%). 유대인은 62명(인구의 약 0.17%)이었고 이슬람교도는 1,676명(인구의 약 4.71%)이었다. 불교도는 161명, 힌두교도는 71명이었다. 그리고 다른 교회에 속한 개인이 668명(1.88%)가 있었고, 2,843명(인구의 약 8.00%)은 무교, 불가지론 또는 무신론자였으며, 2,509명(인구의 약 7.06%)이 질문에 대답하지 않았다.
이 도시는 종교개혁 기간 동안에도 가톨릭으로 남아 있었고, 그 이후로 가톨릭의 중심지가 되었다. 평균보다 많은 수의 교회와 수도원이 있다. 프리부르는 1613년부터 로잔, 제네바, 프리부르 교구의 소재지가 되었다. (존더분트 참조)

## 경제
프리부르에서는 이미 13세기와 14세기에 여러 유형의 산업이 발전했다. 이 시기에 만들어진 자네강의 동쪽 제방을 따라 도시가 확장된 것은 강력한 경제 회복을 시사했다. 갈테른탈에서는 다양한 공장에 수력을 사용했다. 자네강을 따라 아우, 노이슈타트 및 마텐 마을과 함께 새로운 무역 지구가 개발되었다.
광범위한 양 사육으로 강화된 제혁소와 직물 제조업체는 14세기와 15세기에 경제 호황을 이뤘다. 이것은 프리부르가 중부 유럽 전역에 잘 알려진 무역을 하는 데 도움이 되었다. 15세기 후반에는 지역 농부들이 양을 소로 대체하면서 천 제작이 점차 쇠퇴했다. 16세기에 천산업이 몰락한 또 다른 원인으로는 길드가 신소재나 현대적 양식의 사용을 거부하고, 귀족 계급의 등장과 함께 도시의 사회구조가 변했다는 점을 들 수 있다.
이 시간 이후 프리부르는 낮은 수준의 무역에 의해 형성되었으며 1870년대부터 스위스 철도와 연결될 때까지 산업화되지 않았다. 1872년 페롤 호수가 건설된 후 도시의 남쪽과 서쪽 고원에 에너지를 공급할 수 있었다. 따라서 초기에는 마차 공장과 제재소가 지배하는 산업 지역이 개발되었다. 나중에 이 지역에 두 개의 양조장이 세워졌다. 1901년 빌라르-수르-글란느에 초콜릿 공장이 설립되었지만, 국경 변경 후 1906년 프리부르의 관할 하에 들어갔다.
20세기에 고원은 도시의 산업 구역이 되었다. 1970년대에 시작된 인접 지자체의 새로운 산업 지역 개발은 지속적인 경제 성장을 가능하게 했다.

### 경제적 상황
2010년 기준으로 프리부르의 실업률은 4.9%였다. 2008년 기준으로 1차 경제 부문에 18명이 고용되어 있고, 이 부문에 약 5개 기업이 관여하고 있다. 3,821명이 2차 부문에 고용되었고, 이 부문에 232개의 기업이 있었다. 21,614명이 3차 부문에 고용되었으며, 이 부문에는 2,004개의 기업이 있다. 17,207명의 지자체 거주자가 일정 수준으로 고용되었으며, 그중 여성이 노동력의 47.1%를 차지했다.
2008년에 정규직에 상응하는 총 일자리수는 20,099개였다. 1차 부문의 일자리 수는 14개였으며, 그중 4개는 농업, 8개는 임업 또는 목재 생산, 1개는 어업 또는 어업이었다. 2차 산업의 일자리 수는 3,530개였으며 그 중 제조업이 1,744개(49.4%), 광업이 9개(0.3%), 건설이 1,455개(41.2%)였다. 3차 부문의 일자리는 16,555개였다. 3차 부문에서; 도소매업 2,633(15.9%), 자동차 수리업(993(6.0%), 호텔·레스토랑 1,003(6.1%), 정보업 568(3.4%) 등), 957 또는 5.8%가 보험 또는 금융 산업, 1,535 또는 9.3%가 기술 전문가 또는 과학자, 3,273 또는 19.8%가 교육, 1,970 또는 11.9%가 의료 분야였다.
프리부르는 노동자보다 더 많은 직업을 가지고 있으며, 따라서 대부분의 농업 주변 지역을 위한 큰 통근 목적지이다. 지역 산업에는 식품 및 고급 제품, 음료(양조장은 덴마크 회사 칼스버그 소유), 금속과 기계 건설, 전자와 컴퓨터 기술이 포함된다.
가장 많은 수의 근로자가 서비스 산업에서 활동한다. 이들 중 다수는 정부 행정직에서 일한다. 다른 중요한 부문은 교육(대학), 은행 및 보험 회사, 관광 및 레스토랑, 의료 서비스이다. 프리부르에는 여러 국제 기업의 관리 사무소가 있다. 주립 병원은 빌라르-수르-글란느와 국경을 접하고 있다.
2000년 기준 자치단체로 통근하는 근로자는 16,572명, 출퇴근자는 6,505명이었다. 지자체는 근로자의 순수입 주이며, 떠날 때마다 약 2.5명의 근로자가 지자체에 들어간다. 근로 인구의 35%는 대중교통을 이용하여 출근했고 37.8%는 자가용을 이용했다.

## 교육
의무 및 예비 대학 수준의 학교는 프랑스어와 독일어로 제공된다. 이 대학은 공식적으로 이중 언어를 구사한다. 즉, 두 언어 중 하나 또는 둘 모두로만 학위를 취득하여 졸업하는 것이 가능하더라도 학생들은 두 언어 모두에 대한 수동적 지식이 있어야 한다. 또한 법률 및 신학 연구로 해외에서도 명성이 높다.
프리부르에서는 인구의 약 11,649명(32.8%)이 비필수 중등교육을 이수했으며, 5,671명(16.0%)이 추가 고등교육(대학 또는 응용학문대학)을 마쳤다. 고등교육을 마친 5,671명 중 47.7%가 스위스 남성, 31.2%가 스위스 여성, 12.4%가 비스위스계 남성, 8.7%가 비스위스계 여성이었다.
프리부르주 학교 시스템은 1년의 의무가 아닌 유치원, 6년의 초등학교를 제공한다. 이후 3년 동안의 의무적 중학교 과정을 거쳐 학생을 능력과 적성에 따라 구분한다. 중학교 이하 학생들은 3년 또는 4년제 고등학교에 진학할 수 있다. 상급 중학교는 체육관(대학 준비)과 직업 프로그램으로 나뉜다. 상위 중등 프로그램을 마친 후 학생들은 고등학교에 다니거나 견습과정을 계속할 수 있다.
2010년~ 2011학년도 동안 프리부르의 974개 학급에 총 14,170명의 학생이 참석했다. 지자체의 총 4,966명의 학생이 지자체 또는 외부 학교에 다녔다. 시정촌에는 총 385명의 학생이 있는 25개의 유치원 수업이 있었다. 지자체에는 117개의 초등 학급과 2,037명의 학생이 있었다. 같은 해에 총 2,313명의 학생이 있는 117개의 중학교가 있었다. 470개의 직업 고등학교 수업이 있었고 186개의 고등학교 수업이 있었고 4,012명의 고등학교 학생들과 4,840명의 직업적인 고등학교 학생들이 있었다. 시정촌에는 46개의 전문 고등 교육 수업이 있었고 13개의 비대학 고등 교육 수업이 있었고 273명의 비대학 고등학생과 310명의 고등 교육 수업이 있었다. 전문대학생. 다양한 언어와 코스를 제공하는 프리부르 대학교는 에라스무스 프로그램을 수강하는 학생들에게 인기 있는 곳이다.
2000년 기준으로 프리부르에는 8,234명의 다른 지자체에서 온 학생이 있었고 305명의 주민들은 지자체 이외의 학교에 다녔다.
빌라 생 장(Villa St. Jean) 국제 학교도 프리부르에 있었다.

## 문화관광

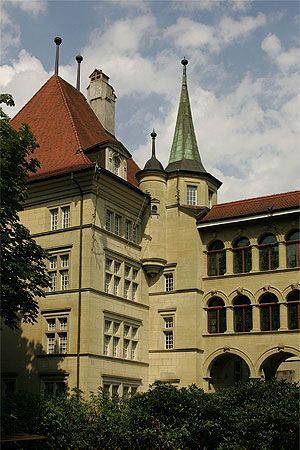
프리부르 호텔 라체(Hôtel Ratzé)

프리부르는 도시의 명소를 방문하고자 하는 관광객을 위한 당일치기 여행 목적지이다. 여기에는 유제프 메호페르가 디자인한 스테인드글라스 창문으로 유명한 고딕 양식의 성 니콜라스 대성당이 있는 유서 깊은 구시가지와 박물관이 포함된다. 자연사 박물관은 1873년에 설립되었으며, 현재는 대학의 자연과학관에 있다. 1920년부터 라트체호프에 위치한 예술 및 역사박물관에는 고대 및 초기 역사, 조각 및 그림, 전통 주석 그림, 예술 및 공예품, 화폐 및 그래픽 컬렉션에 대한 전시가 있다. 대성당에는 1992년부터 보물실이 전시되어 있다. 다른 박물관으로는 스위스 마리오네트 박물관, 스위스 재봉틀 박물관, 구텐베르크 박물관, 성경과 동양 박물관과 맥주 박물관 등이 있다.
문화 체험에는 종교 음악 축제, 국제 민속 컨벤션, 재즈 퍼레이드, 국제 영화제 및 시네플러스(Cinéplus, 1972년부터)가 포함된다.
자매 도시인 베른과 마찬가지로 프리부르그는 중세 시대 중심지를 보존하고 있으며 현재 유럽에서 가장 큰 도시 중 하나이다. 그것은 자네강에 의해 3면이 둘러싸인 장엄한 반도에 위치해 있다. 구시가지의 건축은 주로 고딕 시대부터 시작되었다. 그것은 16세기 이전에 주로 지어졌다. 대부분의 집은 지역의 몰라세 암석으로 지어졌다. 부르, 오제 및 누브빌레 지역으로 구성된 구시가지에는 12세기부터 17세기까지 거슬러 올라가는 분수와 교회가 있다. 높이가 76m에 달하는 대성당은 1283년에서 1490년 사이에 지어졌다. 프리부르 요새는 스위스에서 가장 중요한 중세 군사 건축물을 형성한다. 성벽, 14개의 타워와 1개의 큰 방벽. 보호 구역은 특히 도시의 동쪽과 남쪽이 잘 보존되어 있다.

## 교통

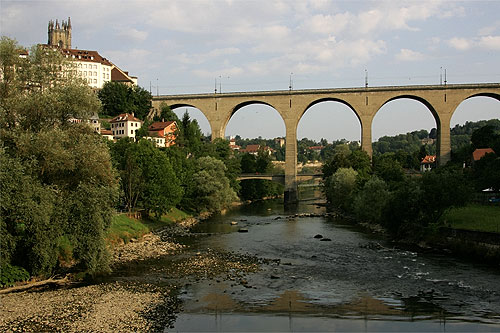
자네강을 건너는 체링겐 다리

프리부르는 프리부르주의 가장 중요한 교통 허브이다.

### 도로
이 도시는 베른에서 브베까지의 오래된 주요 도로에 있으며, 파예른, 모라 및 툰으로 가는 접근 지점 역할을 한다. 스위스 고속도로 네트워크와의 연결은 1981년 베베까지 확장된 베른에서 마트란까지 A12 고속도로가 개통되면서 1971년에 확립되었다. 서쪽 베른에서 출발하는 스위스 동서 A1은 북쪽과 서쪽으로 마을을 우회하여 텔헨과 샴블리유 커뮤니티에만 영향을 미친다. 남프리부르와 북프리부르의 액세스 지점은 각각 도심에서 약 3km 떨어져 있다.

### 철도
철도 네트워크와의 연결은 1860년부터 여러 단계에 걸쳐 이루어졌다. 처음에는 베른에서 프리부르까지의 철도 노선이 1860년 7월 2일에 개통되었다. 아직 끝나지 않았다. 1862년 9월 4일 발리스빌에서 프리부르를 경유하여 로잔까지의 전체 노선이 개통되었으며, 프리부르역에는 임시역 건물이 있었고, 1873년에는 영구 건물이 개통되었다. 1898년 8월.

### 대중교통

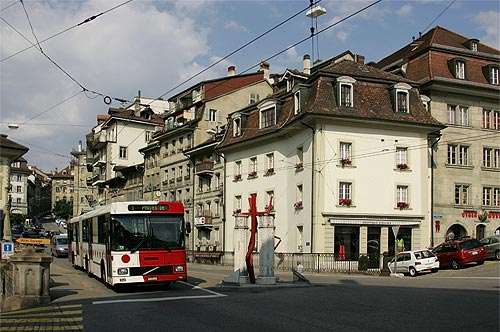
프리부르의 TPF 트롤리

1899년부터 누브빌구에서 상부 도시까지 푸니쿨라 철도가 하수처리장 옆으로 운영되었다. 프리부르 푸니쿨라 케이블카는 세계에서 몇 안 되는 수력 케이블카 중 하나이며, 하수를 동력으로 하는 유일한 케이블카이다. 상부 스테이션은 하강 차량으로 하수를 펌핑하는 하수 처리장에 위치하므로 상승 차량보다 무겁다. 하수는 바닥에서 방출된다.
1897년부터 1965년까지 프리부르에는 6km 길이의 트램 네트워크가 운영되었으며, 1949년부터 트램은 프리부르 트롤리버스 시스템으로 교체되었다. 현재 버스 네트워크는 이제 뷜(Bulle), 아방슈, 슈미텐, 슈바르첸부르크 및 슈바르츠체 관광 지역으로 연결되는 프리부르주아 대중교통(Transports public fribourgeois)에 의해 운영된다.

### 공항
지방 베른-벨프 공항은 이 지역에서 1시간 거리에 있다.